# Atol Palmyra

Mapa do Atol Palmyra

Palmyra é um atol desabitado, com 12 km² (4,6 milhas quadradas) de área, na parte central do Oceano Pacífico, a 5° 52' N, e 162° 06' O. Palmyra é uma das Espórades Equatoriais (a sudeste do Recife Kingman e a norte de Kiribati), localizado quase diretamente ao sul das Ilhas Havaianas, aproximadamente na metade do percurso entre o Havaí e a Samoa Americana. Seus 14,5 km (9 milhas) de costa têm um ancoradouro conhecido como West Lagoon (Laguna Ocidental). O atol consiste num extenso recife, duas rasas lagunas, e umas cinquenta ilhotas de areia, rochas e recifes e barreiras cobertos pela vegetação, composta por coqueiros, Scaevolas, e altas Pisonias. À exceção das ilhas Sand, no oeste, e Barren, no leste, a maioria delas está conectada entre si. A maior das ilhas é a ilha Cooper, que fica no norte, seguida então pela ilha Kaula, situada no sul. O arco de ilhotas mais ao norte é formado pelas ilhas Strawn, Cooper, Aviation, Quail, e Whippoorwill, acompanhado no leste pelas ilhas Eastern, Papala, e Pelican, e ao sul pelas ilhas Bird, Holei, Engineer, Marine, Kaula, Paradise e Home (sentido horário).
Palmyra é um território dependente dos Estados Unidos, o que significa que está sujeito a todas as normas contidas na Constituição dos Estados Unidos e está permanentemente sob a soberania dos EUA. Também é um território desorganizado, já que não há nenhum ato congressista especificando como ele deveria ser governado. A única lei relevante simplesmente dá ao Presidente a prudência de administrar a ilha como ele quiser (ver Seção 48 do Ato Universal Havaiano, Lei Pública número 86–624, 12 de Julho de  1960, 74 Decreto 411, anexo como uma nota às prévias seções 491 a 636 do Título 48, Código Estadunidense). Por essa falta, torna-se interessante que se discuta o ponto, uma vez que não há população indígena ou qualquer razão para pensar que haverá futuramente. É portanto, atualmente, o único território estadunidense desorganizado e incorporado. Sua propriedade plena está reservada à The Nature Conservancy, tratando o atol como uma reserva natural, sendo administrado de Washington pela Office of Insular Affairs, da United States Department of the Interior. As águas que o rodeiam, até o limite de 12 milhas, foram transferidas para a United States Fish and Wildlife Service, e designadas como Palmyra Atoll National Wildlife Refuge em 2001. A defesa é responsabilidade dos Estados Unidos.
Atualmente, não há nenhuma atividade econômica na ilha. Foram construídas muitas estradas e calçadas durante a Segunda Guerra Mundial, mas agora estão inadequadas e cobertas pela vegetação. Também há uma pista de aviação de aproximadamente 2 km, sem pavimentação e precisando de melhorias.

## História

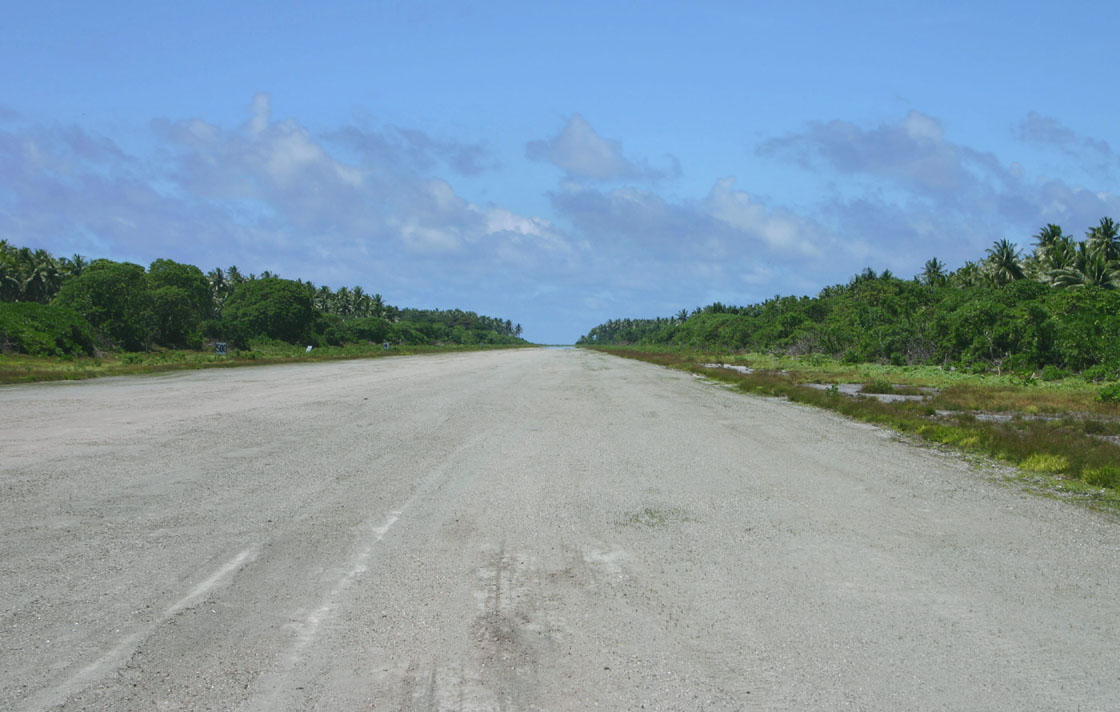
Pista de pouso para aviões no Atol Palmyra

Palmyra foi avistada pela primeira vez em 1798 pelo capitão americano Edmund Fanning, de Stonington, em Connecticut, nos EUA, enquanto seu navio, Betsy, rumava para a Ásia, mas só mais tarde, no dia 7 de novembro de 1802, os primeiros ocidentais puseram os pés em terra. Naquele dia, o navio americano Palmyra, comandado pelo capitão Sawle, foi severamente danificado pelo atol.
Em 1859, Palmyra foi reivindicado tanto pela American Guano Company quanto pela United States Guano Company, ambas extrativistas de guano. No ano seguinte, o atol foi concedido à segunda companhia, mas, apesar disso, nunca se extraiu guano da ilha, devido ao Ato das Ilhas Detentoras de Guano, de 1856. Foi preferível assim, já que lá não havia guano. Palmyra está localizado próximo à Zona Intertropical: há muita chuva, que não permite que se acumule guano. Entretanto, em 26 de fevereiro de 1862, o rei Kamehameha IV (1834-1863), o quarto do Havaí (1854-1863), enviou uma expedição, comandada pelo capitão Zenas Bent e por Johnson B. Wilkinson, ambos cidadãos havaianos, a Palmyra, para tomar posse do atol e, em nome do rei, em 15 de abril de 1862, ele foi formalmente anexado ao Reino do Havaí.

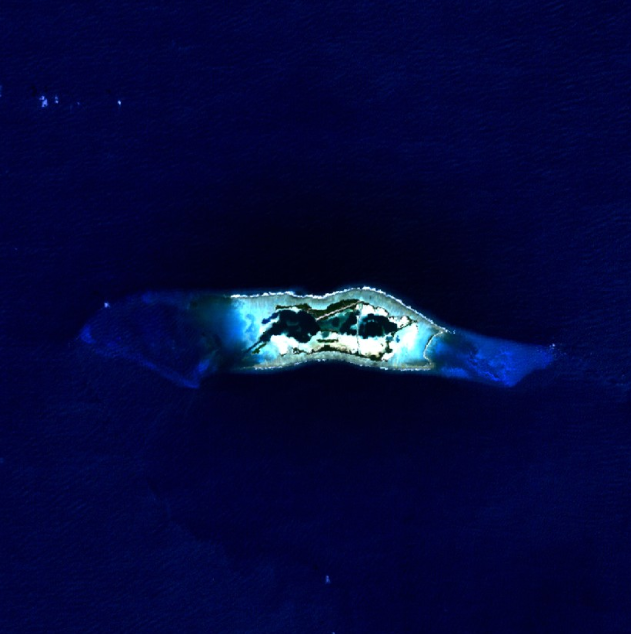
Imagem de Satélite (NASA) do Atol Palmyra

O capitão Bent vendeu seus direitos sobre a ilha ao senhor Wilkinson no dia 24 de dezembro de 1862, e, de 1862 a 1885, Kalama Wilkinson deteve a posse do atol, o qual foi dividido em 1885 entre os seus três herdeiros, sendo que dois imediatamente transferiram seus direitos de detenção para um tal de Wilcox, que, por sua vez, os transferiu à Companhia de Navegação do Pacífico. A entidade até tentou colonizar o atol, enviando um casal para o habitar entre setembro de 1885 e agosto de 1886.
Em 1898, Palmyra foi anexado aos Estados Unidos. No período seguinte ao da anexação formal do atol pelos EUA, o Reino Unido havia mostrado interesse em tornar o atol parte do "Império do Guano" de John T. Arundel & Co. E, em 1889, os britânicos já o tinham até anexado formalmente. Para acabar com todas as tentativas e contestações britânicas, um segundo e separado ato de anexação de Palmyra pelos EUA foi feito em 1911.
Depois, através de uma série de acordos feitos entre 1888 e 1911, a Companhia de Navegação do Pacífico transferiu o seu direito de posse a Henry Ernest Cooper Sr. (1857-1929). O terceiro herdeiro de Kalama Wilkinson transferiu seus direitos ao senhor Ringer, cujos filhos, no entanto, passaram seus direitos de posse a Henry Ernest Cooper Sr. em 1912, que então se tornou o único proprietário do atol.

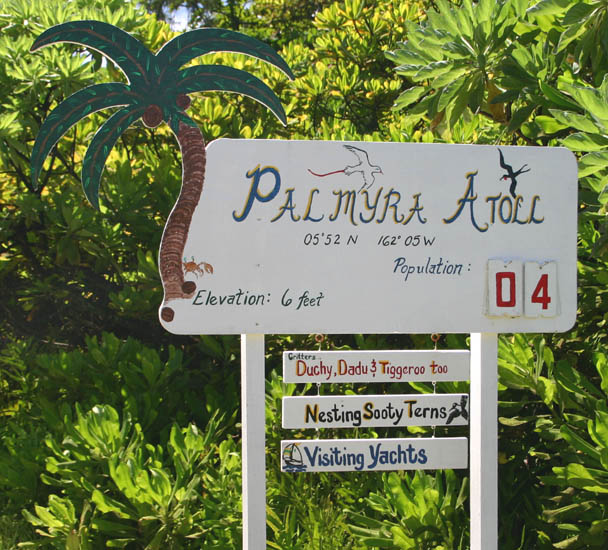
Placa que informa a altitude e o número de habitantes no atol

Em 1922, Cooper vendeu quase todo o atol (as cinco ilhas principais), exceto algumas pequenas ilhas, a Leslie Fullard-Leo e Ellen Fullard-Leo em 19 de agosto por US$ 15 000,00. A associação determinou que a Palmyra Copra Company explorasse os coqueiros que cresciam no atol. Seus sucessores continuaram como proprietários posteriormente, exceto por um período durante a Segunda Guerra Mundial, no qual Palmyra ficou sob a administração da Marinha dos Estados Unidos.
Em 1934, o atol Johnston, o recife Kingman e Palmyra foram postos sob a responsabilidade do Departamento da Marinha Americana. Quando a Marinha Americana começou a usar o atol como uma base aérea naval, ele tinha como donos cidadãos norte-americanos e havaianos. Depois da guerra, os Fullard-Leos lutaram para tomar de volta o controle de Palmyra na Suprema Corte dos EUA, e venceram em 1947. Quando o Havaí adquiriu status de estado, em 1959, Palmyra estava explicitamente separado do novo estado; antes disso, o atol Palmyra era oficialmente parte do Condado de Honolulu.
Em julho de 1990, Peter Savio de Honolulu arrendou o atol até o ano de 2065, e criou a Companhia de Desenvolvimento de Palmyra. Em janeiro de 2000, o atol foi comprado pela The Nature Conservancy para fins de preservação de seus recifes de corais e de estudos.